# Tẩy chay hàng Trung Quốc

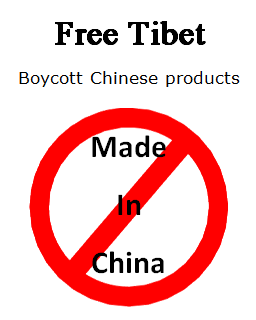
Lời kêu gọi tẩy chay hàng Trung Quốc từ phòng trào Tự do Tây Tạng trên Internet.

Tẩy chay hàng Trung Quốc hay Không dùng hàng Trung Quốc, là một làn sóng phản đối các loại hàng hóa hoặc dịch vụ được sản xuất hay cung cấp có nguồn gốc xuất xứ từ Trung Quốc của người tiêu dùng nhiều nơi trên thế giới.

## Nguyên nhân
Chất lượng kém và có mang nhiều hóa chất độc hại là nguyên nhân đầu tiên để người tiêu dùng tẩy chay các mặt hàng có xuất xứ từ Trung Quốc.
Có nhiều thông tin cho rằng việc Trung Quốc sản xuất hàng chất lượng kém là do xuất phát từ nhu cầu của người dùng muốn mua hàng giá rẻ trên thế giới.
Nguyên nhân tẩy chay hàng Trung Quốc còn xuất phát từ sự tranh chấp biên giới về lãnh thổ, lãnh hải với nước này với các nước Ấn Độ , Việt Nam , và Philippines .
Trung Quốc hay làm giả các thương hiệu lớn.

## Tẩy chay ở các nước

### Australia
Trong bối cảnh căng thẳng thương mại leo thang giữa Úc và Trung Quốc trong Đại dịch COVID-19, một cuộc khảo sát được thực hiện bởi YouGov đã báo cáo rằng 88% người Úc muốn tẩy chay các sản phẩm Trung Quốc và ủng hộ các doanh nghiệp địa phương.
Năm 2019, các công ty Úc đã ngừng nhập khẩu bông có nguồn gốc từ tỉnh Tân Cương của Trung Quốc sau khi các báo cáo về lạm dụng nhân quyền trong các trại lao động cưỡng bức được đưa ra ánh sáng.

### Ấn Độ
Vào tháng 5 năm 2020, để đáp lại các cuộc giao tranh Trung Quốc–Ấn Độ 2020, vị kỹ sư, nhà giáo dục và nhà đổi mới Ấn Độ Sonam Wangchuk đã kêu gọi người Ấn Độ "sử dụng sức mạnh ví tiền của bạn" và tẩy chay các sản phẩm Trung Quốc. Ông kêu gọi Ấn Độ "ngừng sử dụng phần mềm Trung Quốc trong một tuần và phần cứng trong một năm". Lời kêu gọi này đã được các phương tiện truyền thông lớn và nhiều nhân vật nổi tiếng Ấn Độ ủng hộ.

### Việt Nam

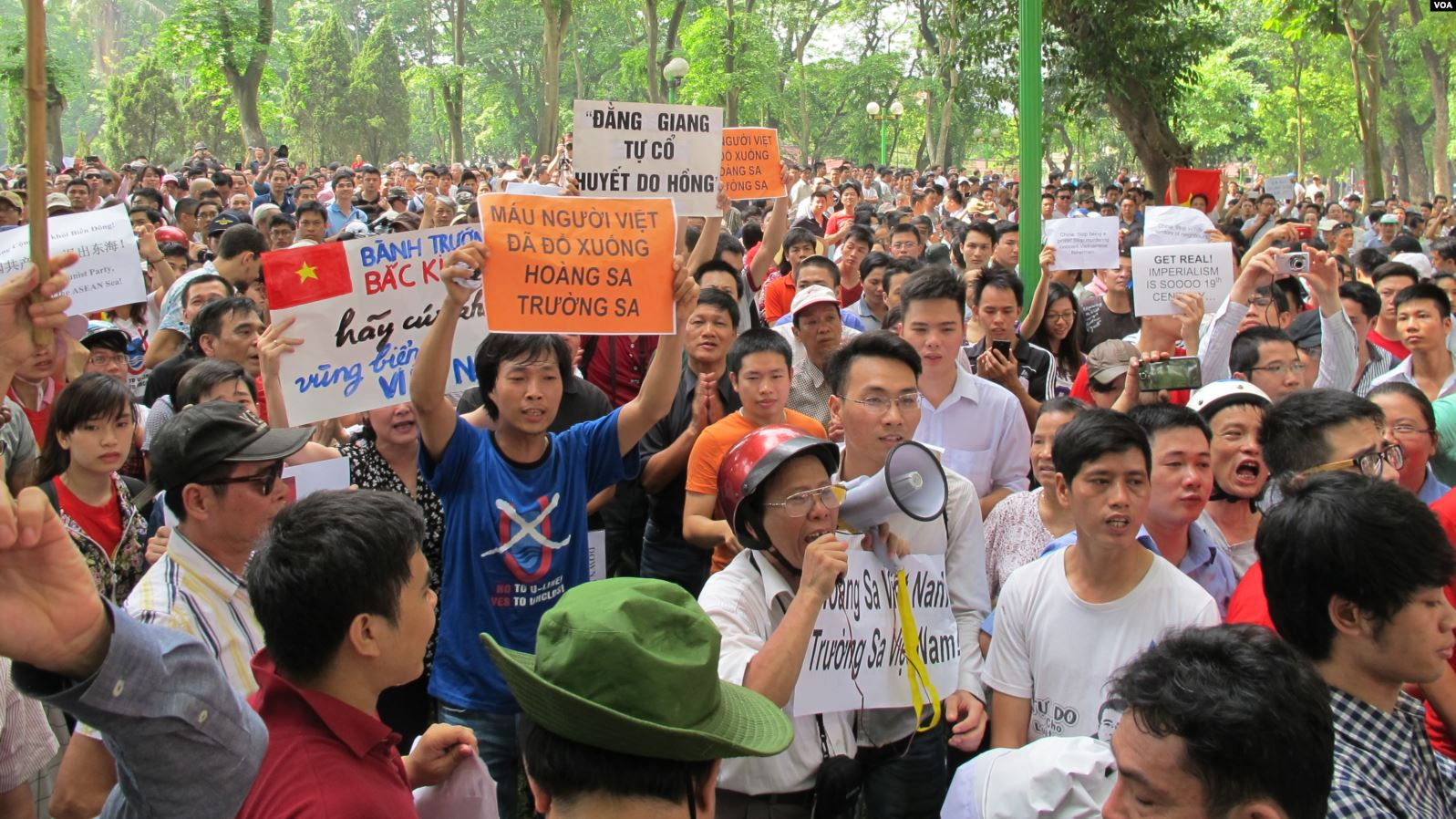
Biểu tình phản đối Trung Quốc tại Việt Nam, tháng 5 năm 2014

Ngay khi đang xảy ra Vụ giàn khoan Hải Dương 981, từ giữa năm 2014 cộng đồng mạng người Việt cũng có phong trào kêu gọi tẩy chay hàng hóa có xuất xứ từ Trung Quốc. Nhiều trang mạng được lập ra kêu gọi tẩy chay và nhiều người dùng đã thay đổi hình ảnh đại diện là quốc kỳ Việt Nam và biểu tượng tẩy chay hàng Trung Quốc. Một vài khách sạn tại Việt Nam từ chối nhận khách Trung Quốc, vài cửa tiệm không bán hàng Trung Quốc và du khách Việt đua nhau hủy tour đi du lịch Trung Quốc..

### Philippines
Ở Phillipines, các phong trào liên quan đến việc tẩy chay hàng hóa làm ở Trung Quốc (""Boycott Made-in-China") được phát động mạnh mẽ bởi các nhóm hoạt động khác nhau từ khi Trung Quốc can thiệp vào Bãi cạn Scarborough.

### Tây Tạng
Giáo sư Thupten Norbu, anh trai Đạt-lai Lạt-ma kêu gọi chiến dịch tẩy chay hàng hóa Trung Quốc sẽ được sự tự do yêu thương của nhiều người trên Trái Đất để buộc Trung Quốc phải các quyền và sự độc lập của Tibet.

## Kết quả

### Ý kiến khác
Có những ý kiến khác nhau kêu gọi không nên kỳ thị và 'bài' người Trung Quốc theo kiểu này, và theo nhận xét của nguyên tổng giám đốc Jetstar Pacific Airlines và nay là giám đốc điều hành Air Mekong Lương Hoài Nam nhận xét: "...thấy nhiều người kêu gọi tẩy chay hàng Trung Quốc. Nhưng chưa thấy nhà nào mang TV, tủ lạnh, máy giặt, lò nướng, laptop, iPhone, iPad... lắp linh kiện Trung Quốc quẳng ra đường và những lời kêu gọi được gõ ngay trên các bàn phím sản xuất ngay ở Trung Quốc", ông Nam kêu gọi các đài truyền hình trên cả nước hãy dừng chiếu những bộ phim dài tập về lịch sử Trung Hoa.